# Giovanni Carlo Concialini
Giovanni Carlo Concialini (* 23. Juni 1742 in Siena; † 25. Oktober 1812 in Muskau) war ein italienischer Opernsänger (Soprankastrat) an der Königlichen Oper in Berlin.
Concialini absolvierte zunächst wohl eine Apothekerlehre in Siena, um als Zwölfjähriger kastriert und in einer Singschule ausgebildet zu werden. Sicher scheint auch zu sein, dass er sein Debüt als Sänger auf einer venezianischen Bühne gab. Ab 1761 stand er auf der Bühne des Münchener Königlichen Hof- und Nationaltheaters; 1765 holte Friedrich II. ihn für eine Jahresgage von 3.000 Talern an seine (italienische) Oper. Wegen Leichtsinns 1796 vorzeitig in den Ruhestand versetzt, bezog er zunächst eine Pension von 1.200 Talern, die ihm auf Betreiben der Gräfin von Lichtenau jedoch auf zunächst 600, später 800 Taler im Jahr gekürzt wurde. Seit Beginn der 1780er Jahre hatte Concialini sich des Öfteren als Gast der Grafen von Callenberg und von Pückler in Muskau aufgehalten, wo er 1812 auch starb und – als Katholik – auf dem protestantischen Friedhof beerdigt wurde.
Concialini gehörte zu den Wenigen, bei denen die Kastration den gewünschten, oder besser: erhofften Erfolg hatte. Er war nicht nur einer der großen Sänger des 18. Jahrhunderts, sondern auch einer der namhafteren von mehr als 4000 Freimaurern, die es von 1740 bis 1806 in Berlin gab. 